# Delpinophytum
Delpinophytum é um género botânico pertencente à família Brassicaceae.